# Kirchenkreis Nauen-Rathenow
Der Kirchenkreis Nauen-Rathenow ist einer von neun Kirchenkreisen der Evangelischen Kirche Berlin-Brandenburg-schlesische Oberlausitz im Sprengel Potsdam. Er ist 2003 aus der Fusion der Kirchenkreise Nauen und Rathenow entstanden. 
Das Gebiet des Kirchenkreises umfasst den größten Teil des Landkreises Havelland und dazu Teile von Fehrbellin im Landkreis Ostprignitz-Ruppin und von Oberkrämer und Kremmen im Landkreis Oberhavel. 
Im Kirchenkreis sank die Zahl der Mitglieder zwischen 2005 und 2019 um etwa 6.000 auf rund 13.500.

## Organisation

### Superintendentur
Der Kirchenkreis wird durch einen Superintendenten geleitet. Er ist der externe Vertreter des Kirchenkreises und übt neben dem Berliner Konsistorium die örtliche Dienstaufsicht über die Mitarbeiter des Kirchenkreises aus. Der Superintendent hat neben dieser Aufgabe noch pfarramtliche Aufgaben in seiner eigenen Heimatgemeinde auszuführen. Das Büro der Superintendentur des Kirchenkreises Nauen-Rathenow befindet sich im Gemeinde- und Kirchenkreiszentrum Nauen St. Jacobi.

### Kreissynode
Das höchste Organ des Kirchenkreises ist die Kreissynode, die in regelmäßigen Abständen tagt. Ihr gehören hauptamtliche und ehrenamtliche Mitarbeiter und Mitglieder der evangelischen Kirche an. Sie wird durch einen Präses geleitet und beschließt sowohl administrative als auch theologische Strukturen und Richtungen des Kirchenkreises.

### Kirchliches Verwaltungsamt
Die Kirchengemeinden konzentrieren sich auf die Seelsorge und Verkündigung. Um ihnen Verwaltungsarbeit abzunehmen, gibt es kreiskirchliche Verwaltungsämter. Sie verbuchen unter anderem die Einnahmen und Ausgaben der Gemeinden, rechnen die Kollekten ab und führen die Einwohnerstatistiken der Gemeinden. Der Kirchenkreis Nauen-Rathenow nutzt mit anderen Kirchenkreisen gemeinsam das Kirchliche Verwaltungsamt Prignitz-Havelland-Ruppin in Kyritz.

## Kirchliche Einrichtungen
Der Bereich Kirchenmusik wird von mehreren Kantoren im Kirchenkreis betreut. Zahlreiche Musikgruppen und Kirchenchöre bieten ihr buntes Programm in den Gottesdiensten und auch außerhalb der Kirche dar.
Das Diakonische Werk Havelland e. V. betreibt eine Sozialstation in Rathenow, Rhinow, Nennhausen und Premnitz und leitet ferner einen ambulanten Hospizdienst, der im gesamten Landkreis sterbende Menschen in ihren Wohnungen betreut. Die Krankenhausseelsorge und wöchentliche Andachten in den Krankenhäusern Nauen und Rathenow werden von ehrenamtlichen Mitarbeitern des Kirchenkreises durchgeführt.

### Kreiskirchlicher Archivpfleger
Wie in den verschiedenen Ebenen der Landeskirche und in jeder Kirchengemeinde gibt es auch im Kirchenkreis ein Archiv, in dem wichtiges Schriftgut und schützenswerte Dokumente des Kirchenkreises gesammelt werden. Ein Pfarrer ist zum Archivpfleger bestellt worden.

## Kirchengemeinden
Die derzeit (Februar 2023) 43 Kirchengemeinden werden durch die Vorsitzenden der Gemeindekirchenräte vor Ort vertreten, denen mindestens vier Kirchenälteste und ein ordinierter Mitarbeiter (Theologe oder Gemeindepädagoge) angehören. In ihnen findet das Gemeindeleben in allen Facetten statt. Es gibt Arbeit in Kindergruppen, Seniorengruppen, musikalischen Gruppen, in der Seelsorge sowie Jugendarbeit und unterschiedliche Veranstaltungen. Um die Verwaltungsarbeit der kirchlichen Mitarbeiter zu erleichtern, wurden mehrere Dörfer und Pfarrsprengeln fusioniert. Es finden in regelmäßigen Abständen, in der Regel alle 4–6 Wochen, Gottesdienste in den einzelnen Kirchen des Kirchenkreises statt.
Folgende Kirchengemeinden bzw. Pfarrsprengel gehören zum Kirchenkreis Nauen-Rathenow: Bötzow, Hoffnungskirchengemeinde im Elb-Havel-Winkel, Reformationsgemeinde Westhavelland, Fehrbellin/Lentzke, Friesacker Ländchen, Groß Behnitz/Klein Behnitz, Havelländisches Luch, Havelluch, Hohennauen, Pfarrsprengel Karwesee, St. Petri Ketzin, Ländchen Glien, Pfarrsprengel Linum, Milow, St. Jacobi Nauen, Premnitz, Pfarrsprengel Rathenow, Pfarrsprengel Retzow, Rhinower Ländchen, Trinitatis-Kirchengemeinde Havelland.